# Namibia Premier League 2001/02
Die Saison 2001/02 der Namibia Premier League fand zwischen dem 9. September 2001 und dem 5. Mai 2002 statt. Sie wurde von Tafel Lager gesponsert. Namibischer Fußballmeister wurde mit 57 Punkten Liverpool aus Okahandja, gefolgt von Blue Waters FC und Chief Santos mit jeweils 56 Zählern. Absteiger waren Hotflames, Bee Bob Brothers, United Stars und der Touch & Go FC.